# Trichoferus campestris
Trichoferus campestris är en skalbaggsart som först beskrevs av Franz Faldermann 1835.  Trichoferus campestris ingår i släktet Trichoferus och familjen långhorningar.
Artens utbredningsområde är:
- Iran.
- Kazakstan.

Inga underarter finns listade i Catalogue of Life.